# Spaniophaenus laticollis
Spaniophaenus laticollis is een keversoort uit de familie harige schimmelkevers (Cryptophagidae). De wetenschappelijke naam van de soort werd in 1858 gepubliceerd door Miller.